# Ким Сын Дэ
Ким Сын Дэ (кор. 김승대; род. 1 апреля 1991, Пхохан, Кёнсан-Пукто) — южнокорейский футболист, который в настоящее время играет за «Канвон» в К-Лиге 1, игрок сборной страны. Он начал свою профессиональную карьеру в клубе «Пхохан Стилерс», в 2013 году сделал с ним «золотой дубль», победив и в чемпионате, и в Кубке страны. Чемпион Азиатских игр 2014 года и обладатель Кубка Восточной Азии 2015 года.

## Международная статистика
| № | Дата           | Место                                   | Соперник | Результат | Турнир                               |
| - | -------------- | --------------------------------------- | -------- | --------- | ------------------------------------ |
| 1 | 2 августа 2015 | Китай, Стадион спортивного центра Уханя | Китай    | 2:0       | Кубок Восточной Азии по футболу 2015 |

## Достижения

### Клубные
«Пхохан Стилерс»
- Чемпион K-Лиги : 2013
- Обладатель Кубка Республики Корея : 2013

### Международные
Южная Корея
- Обладатель Кубка Восточной Азии : 2015

 Южная Корея (U-23)
- Чемпион Азиатских игр : 2014

### Индивидуальные
- Лучший новичок К-Лиги: 2014